# Confederados

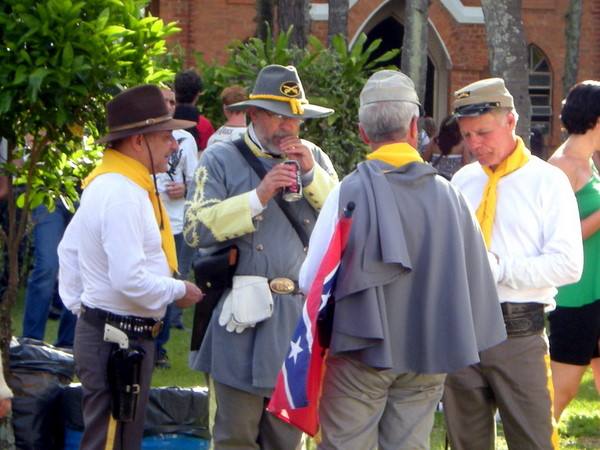
Confederats a Santa Bárbara d'Oeste.

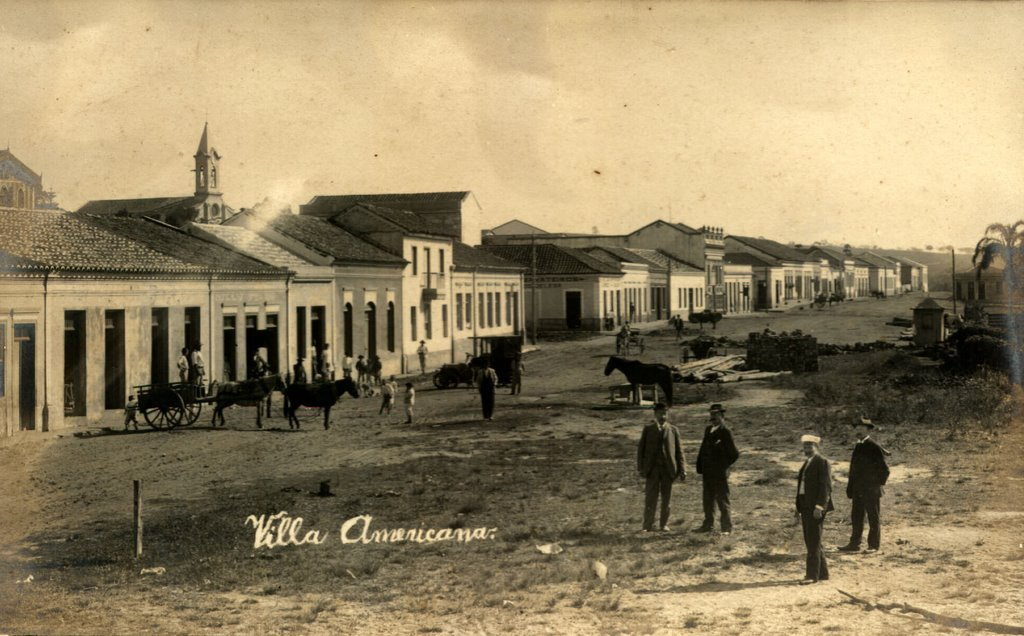
Americana va ser la principal destinació dels Confederats Americans en Brasil.

Els Confederados és el nom traduït al portuguès utilitzat per definir tots els confederats nord-americans i els seus descendents que viuen al Brasil. El procés d'immigració dels confederats nord-americans va començar després del final de la Guerra Civil dels Estats Units, i va ser encoratjat per l'emperador del Brasil, Pere II del Brasil. Els confederats van fugir de l'abolicionisme estatunidenc i esperaven poder continuar amb el seu estil de vida d'esclavitud al Brasil.
L'objectiu era establir i estimular la producció de cotó a l'Imperi del Brasil. S'estima que fins a 20.000 confederats estatunidencs van emigrar a l'Imperi del Brasil des del sud dels Estats Units després de la Guerra Civil Americana. Inicialment, la majoria es van establir a l'actual estat de São Paulo, on van fundar la ciutat d'Americana, que antigament va formar part de la ciutat veïna de Santa Bárbara d'Oeste. Els descendents d'altres confederados es trobarien més tard per tot el Brasil.
El centre de la cultura dels confederados és el cementiri Campo de Santa Bárbara d'Oeste, on van ser enterrats la majoria dels confederats originals de la regió. A causa de la seva religió protestant, van establir el seu propi cementiri. La comunitat de Confederados també va crear un Museu de la Immigració a Santa Bárbara d'Oeste per presentar la història de la immigració brasilera i destacar els seus beneficis per a la nació.
Els descendents encara fomenten una connexió amb la seva història a través de la Fraternity of American Descendants, una organització dedicada a preservar la cultura mixta única. Els Confederados també tenen una festa anual, anomenada Festa Confederada que es dedica a finançar el Cementiri del Campo. El festival està marcat per banderes confederades, vestits tradicionals d'uniformes confederats i faldilles de cèrcols, menjar del sud estatunidenc amb un toc brasiler, i balls i música popular al sud americà durant el període anterior a la guerra.